# Orde van Vytautas de Grote

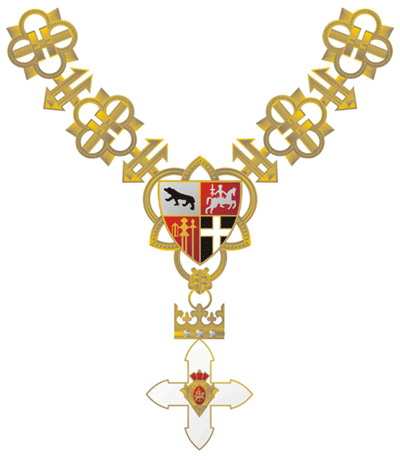
Orde van Vytuatas de Grote met gouden keten

De Orde van Vytautas de Grote (Litouws: Vytauto Didžiojo ordinas) is de hoogste onderscheiding van de Republiek Litouwen. De orde draagt de naam van grootvorst Vytautas de Grote en werd op 1 september 1930 ingesteld ingesteld ter ere van diens vijfhonderdste sterfjaar. De orde kreeg de in het internationale protocol gebruikelijke vijf graden. Daarnaast is er een medaille. 
- Grootmeester

De president is grootmeester. Hij draagt tijdens zijn ambtsperiode keten en ster. 
- Grootkruis met de Keten
- Grootkruis
- Grootofficier
- Commandeur
- Officier
- Ridder

Litouwen werd in 1940 door de Sovjet-Unie geannexeerd en de daarna opgerichte SSR Litouwen kende geen eigen orden. De orde werd op 21 november 1995 voor het eerst na het herstel van de Litouwse onafhankelijkheid weer toegekend, aan koning Carl XVI Gustav en koningin Silvia van Zweden. Daarna volgden de presidenten van Finland, Polen en tal van Latijns-Amerikaanse republieken. Ook Fra' Andrew Bertie, de Prins-Grootmeester van de Orde van Malta ontving het grootkruis.
In 1998 verleende de nieuwgekozen president het grootkruis aan zijn voorgangers Algirdas Brazauskas en 
Vytautas Landsbergis. In 2003 werden de lagere vier graden van de orde opnieuw toegekend en in dat jaar kregen de heren Brazauskas en Vytautas Landsbergis een keten bij hun grootkruis.
In 2003 was het verlenen van het grootkruis met keten aan de pasgekozen maar nog niet geïnstalleerde president Paksas een van de laatste ambtshandelingen van president Adamkus. Op zijn beurt verleende president Paksas op de dag van zijn beëdiging de keten en de ster aan oud-president Adamkus. Sinds 1998 wordt de orde weer geregeld toegekend.

## De versierselen
- De keten is van goud en bestaat uit zeventien Litouwse kruisen binnen een Gotisch vierpasje en zeventien gestileerde letters "V". In het midden komt de keten bijeen in een wapenschild. Het kleinood wordt aan de keten gedragen.

- De ster is van opengewerkt zilver en heeft acht punten. Tussen de acht punten zijn gladde zilveren stralen bevestigd. In het midden van de ster is een gekroond rood medaillon met daarop het witte kruis van deze orde aangebracht. De ring rond het medaillon is smal en draagt geen inscriptie.

- Het kleinood is een gouden wit geëmailleerd pijlenkruis met afgeronde einden. In het midden staat een oud Litouws wapenschild zoals grootvorst Vytautas de Grote dat rond 1400 voerde. Als verhoging en verbinding met het lint is een eenvoudige gouden kroon zonder opstaande diademen maar met lelies aangebracht.

- Het lint is wit met twee rode strepen.